# Condado de Barnstable
O Condado de Barnstable é um dos 14 condados do Estado americano de Massachusetts. A sede do condado é Barnstable, e sua maior cidade é Barnstable. O condado possui uma área de 3 382 km² (dos quais 2 357 km² estão cobertos por água), uma população de 222 230 habitantes, e uma densidade populacional de 217 hab/km² (segundo o censo nacional de 2000). O condado foi fundado em 1685.